# Guía para la vida de Bart Simpson
Bart Simpson's Guide to Life (edición del Reino Unido: ISBN 0-583-33168-8, edición de Estados Unidos ISBN 0-06-096975-X, edición de España ISBN 84-406-7247-0) es un libro humorístico publicado en 1993 por HarperCollins. El libro fue escrito por numerosos autores, pero el creador de Los Simpson, Matt Groening es el único que aparece como escritor en la versión impresa. 
El nombre completo del libro es Bart Simpson's Guide to Life: A Wee Handbook for the Perplexed (en español, Guía para la vida de Bart Simpson: un mini-libro para los perplejos). El propósito principal del libro es, supuestamente, dar consejos útiles para manejarse por la vida, según las experiencias del personaje ficticio Bart Simpson, de la serie de televisión animada Los Simpson.